# Expo 2010

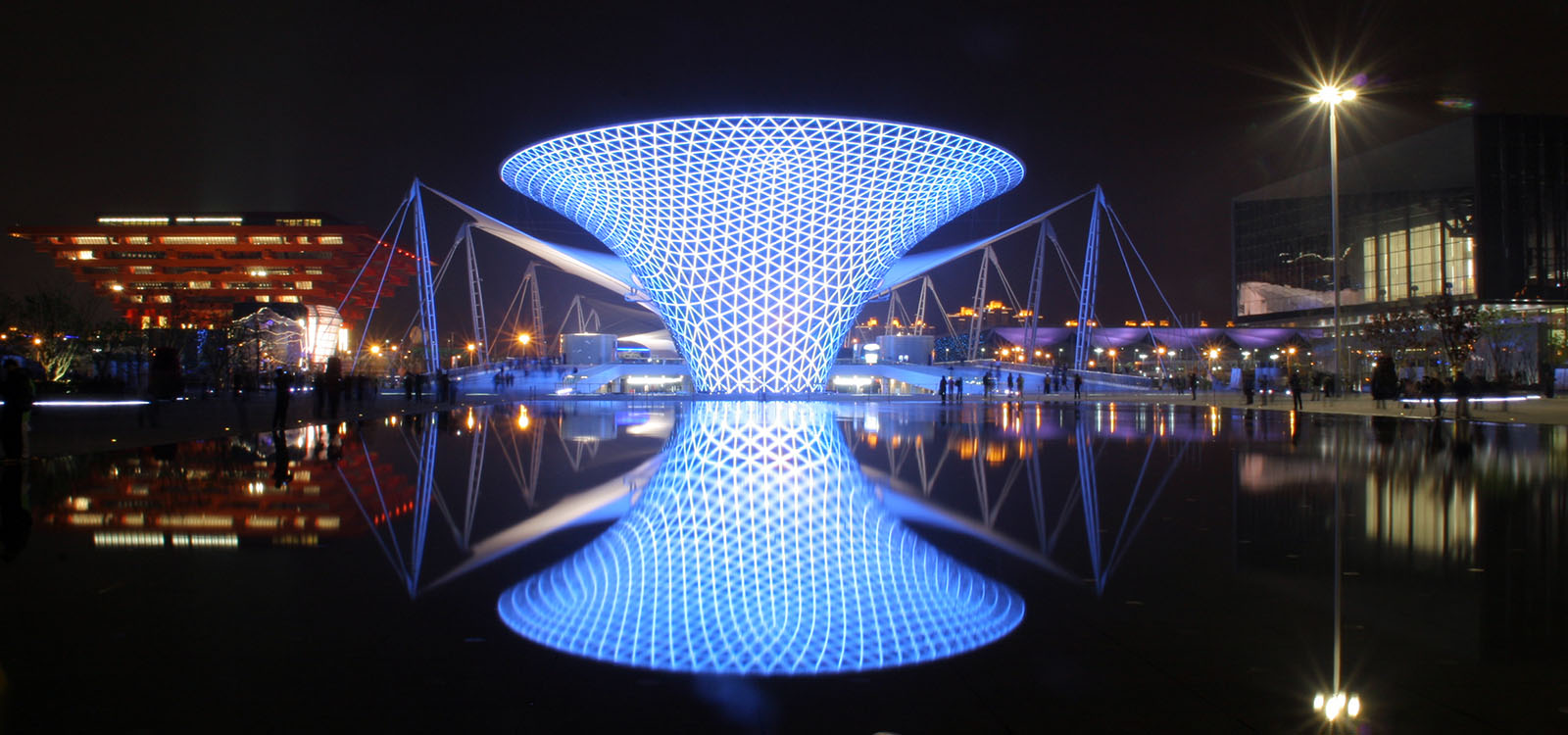
Expo Axis in de nacht met links daarvan het Chinese paviljoen

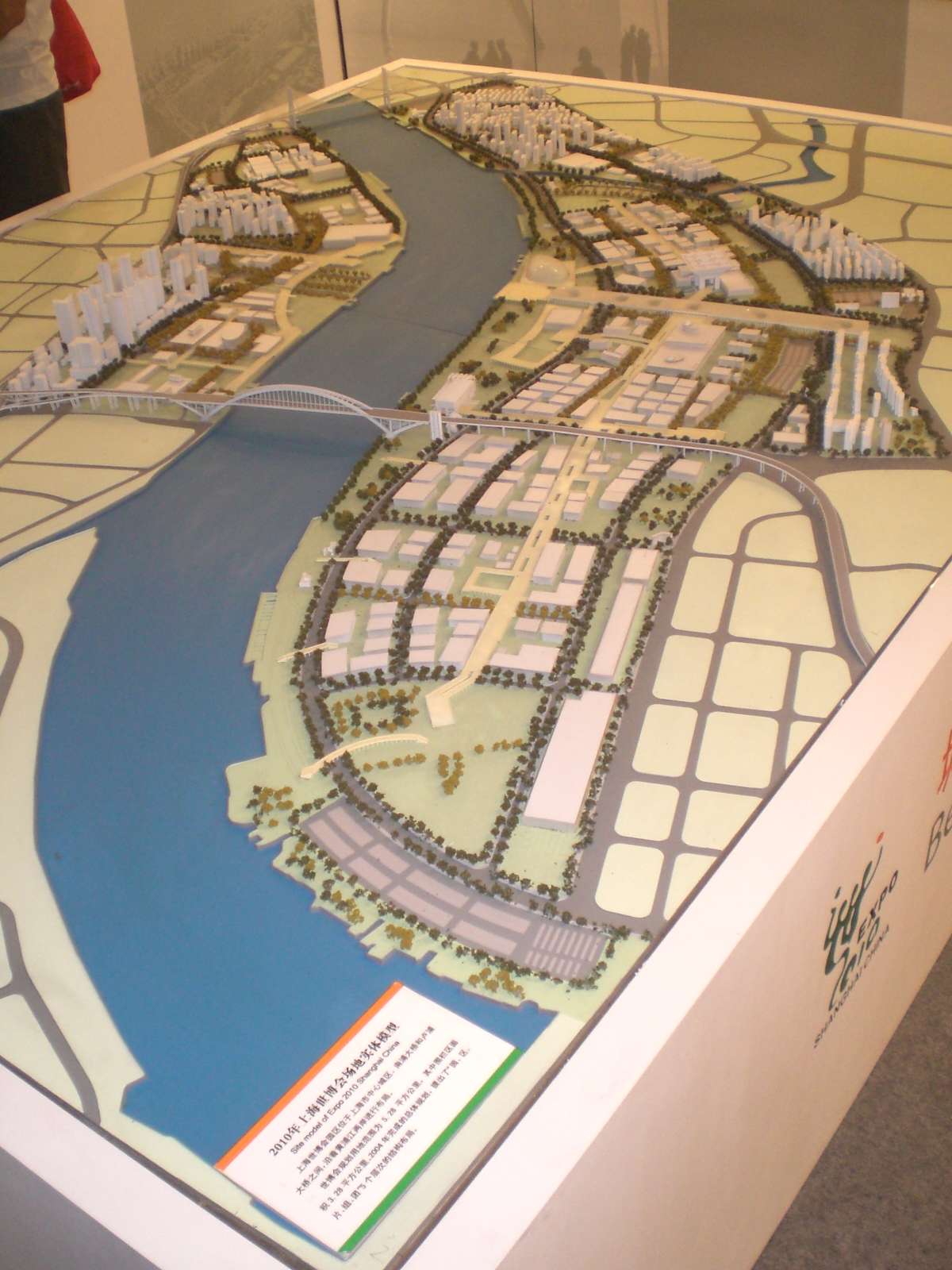
Het terrein van Expo 2010 op maquette

Expo 2010 (vereenvoudigd Chinees: 2010上海世界博览会) was een Wereldtentoonstelling die van 1 mei tot 31 oktober 2010 werd gehouden in Shanghai, de grootste stad van China. Het thema van de tentoonstelling was Betere Stad - Beter Leven (Better City – Better Life, 城市，让生活更美好).
Het terrein van Expo 2010 besloeg een oppervlakte van 5,23 km² en lag aan beide oevers van de Huangpu-rivier tussen de Lupubrug en de Nanpubrug. Meer dan 180 landen en 50 organisaties, waaronder België, Nederland en Suriname, namen deel.
Ook aan de metro van Shanghai werd koortsachtig gewerkt om hiermee de verwachte grote bezoekersaantallen door de stad te kunnen loodsen. De organisatie sprak over een verwacht bezoekersaantal van 70 miljoen, waarmee de Expo in Shanghai de meest succesvolle editie werd wat betreft bezoekersaantal. De Chinese overheid stak naar verluidt 44 miljard dollar in het voorbereiden en organiseren van de Expo 2010.

## Openingsceremonie
De Expo 2010 werd op 30 april 2010 officieel geopend. De openingsceremonie bestond uit een vuurwerk, dans- en zangoptredens en een toespraak van president Hu Jintao. Het evenement werd o.a. door Jackie Chan, Andrea Bocelli en Lang Lang gepresenteerd. De ceremonie werd door meer dan twintig presidenten, premiers en staatshoofden, waaronder Nicolas Sarkozy en Jan-Peter Balkenende, bijgewoond.

## Deelnemers en paviljoenen
Meer dan 180 landen namen deel aan de wereldtentoonstelling. De meeste hadden een eigen paviljoen, maar sommige landen en organisaties, waaronder de Europese Unie, werden ondergebracht in een (regionaal) paviljoen. Zo waren er het 'Pacific Pavilion' en het 'Africa Pavilion'. Het grootste paviljoen was het Chinese paviljoen.
Daarnaast waren er ook vijf zogeheten themapaviljoenen, die diverse aspecten van de verstedelijking belichtten. De paviljoenen droegen de namen 'Urban Footprints', 'Urban Planet', 'Urban Dwellers', 'Urban Beings' en 'Urban Dreams'.

### Expo Axis
Expo Axis was het hoofdgebouw en de ingang van de Expo 2010 en was tevens de grootste constructie ter wereld die gemaakt is van membraan.

### Nederland
Nederland had tijdens de Expo een eigen paviljoen, Happy Street, dat ontworpen werd door John Körmeling. Hoogtepunt van de tentoonstelling was een haar van de beroemde Nederlandse schilder Van Gogh.
Daarnaast was er ook een Dutch Culture Centre, dat geopend was van maart tot en met begin september. Het was gehuisvest in het 800show-gebouw. Hier werd een breed cultureel programma gepresenteerd waarin samenwerking tussen Nederlandse kunstenaars en instellingen met Chinese partners centraal stond. De evenementen - waaronder podiumkunsten en zeven grote tentoonstellingen op het gebied van beeldende kunst, fotografie, mode, vormgeving en architectuur - trokken ruim 20.000 bezoekers. Het Dutch Culture Centre was een project van de Netherlands China Arts Foundation (NCAF) in opdracht van het Ministerie van Onderwijs, Cultuur en Wetenschap, met ondersteuning door onder meer het Ministerie van Buitenlandse Zaken en het Chinees-Nederlandse bedrijfsleven. De Netherlands China Arts Foundation wilde met dit project een basis leggen voor een duurzame samenwerking. Rotterdam presenteerde zich er met een waterpaviljoen, waarin een water-printer wordt getoond. De catering kende zowel Chinese als Nederlandse elementen waaronder in Nederland niet verkrijgbare kroketten van pekingeend.

### België
Op 18 mei 2009 stelde België officieel zijn paviljoen, onder leiding van oud-minister Leo Delcroix, voor de Expo 2010 voor. Het totale project besloeg een oppervlakte van 5600 m², wat het het grootste Belgische paviljoen op een wereldtentoonstelling ooit maakte. Naar aanleiding van het Belgische voorzitterschap van de Europese Unie in de tweede helft van 2010, werd in het paviljoen eveneens de expositiehal van de Europese Unie ondergebracht. De nationale gastronomische troeven werden uitgespeeld met behulp van artisanale chocolatiers, topchefs en het 'Belgian Beer Café'.
Het Paviljoen trok 10 miljoen bezoekers en was goed voor 7,5 miljoen euro winst. Bij de boekhouding had het Rekenhof stevige bedenkingen en sprak van een knoeiboel.

## Fotogalerij

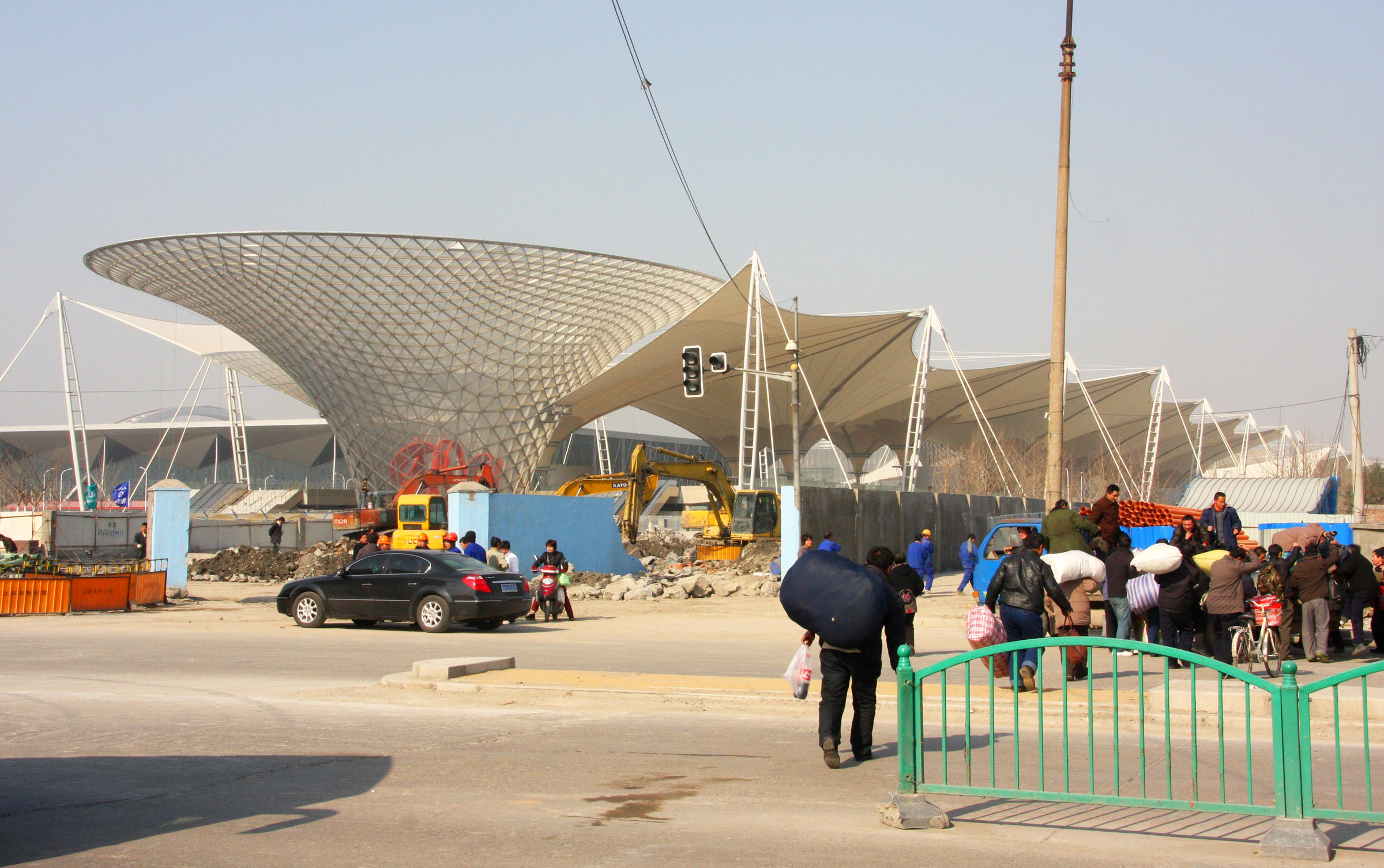
Afgewerkte bouw van Expo Axis in december 2009
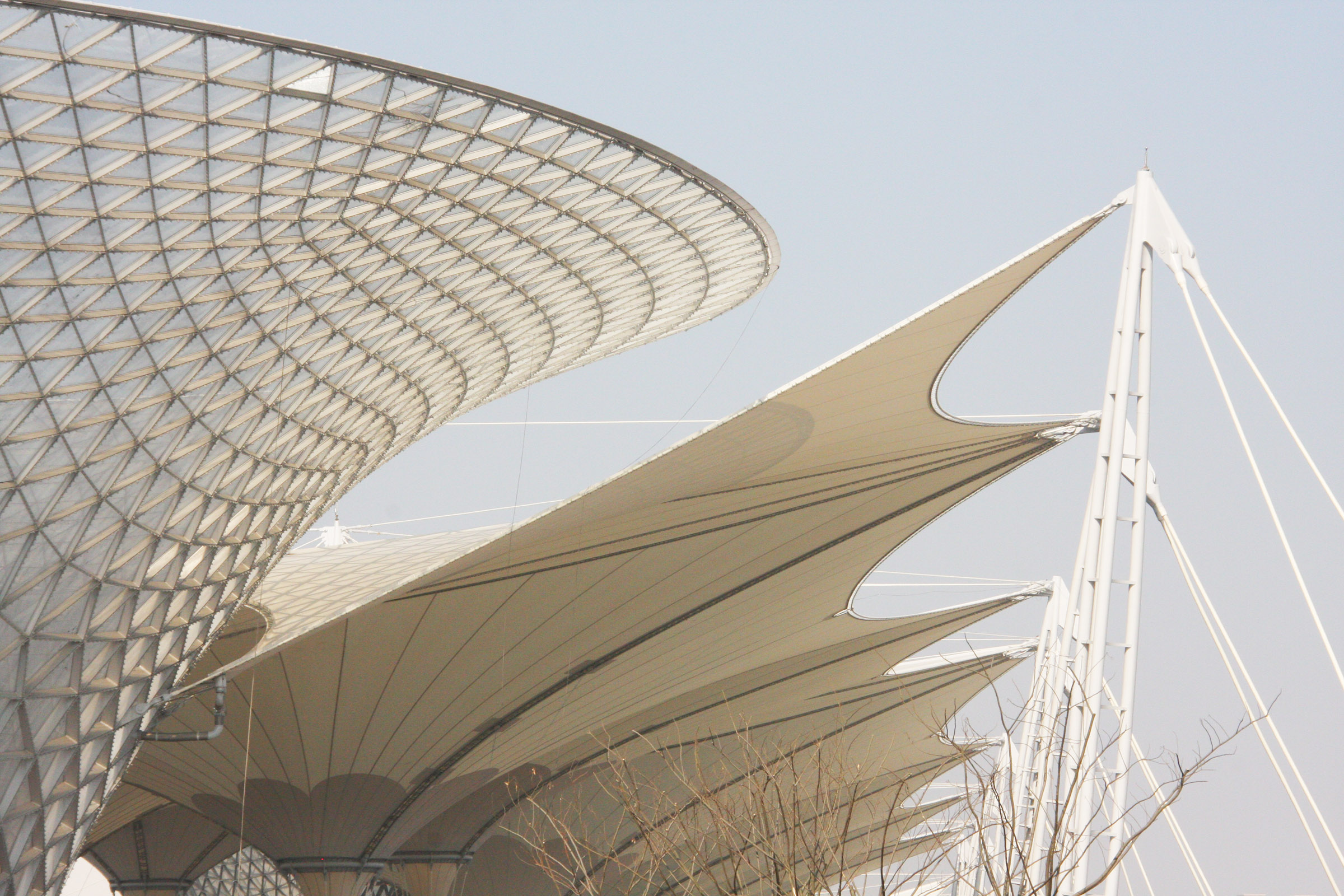
Afgewerkte bouw van Expo Axis in december 2009
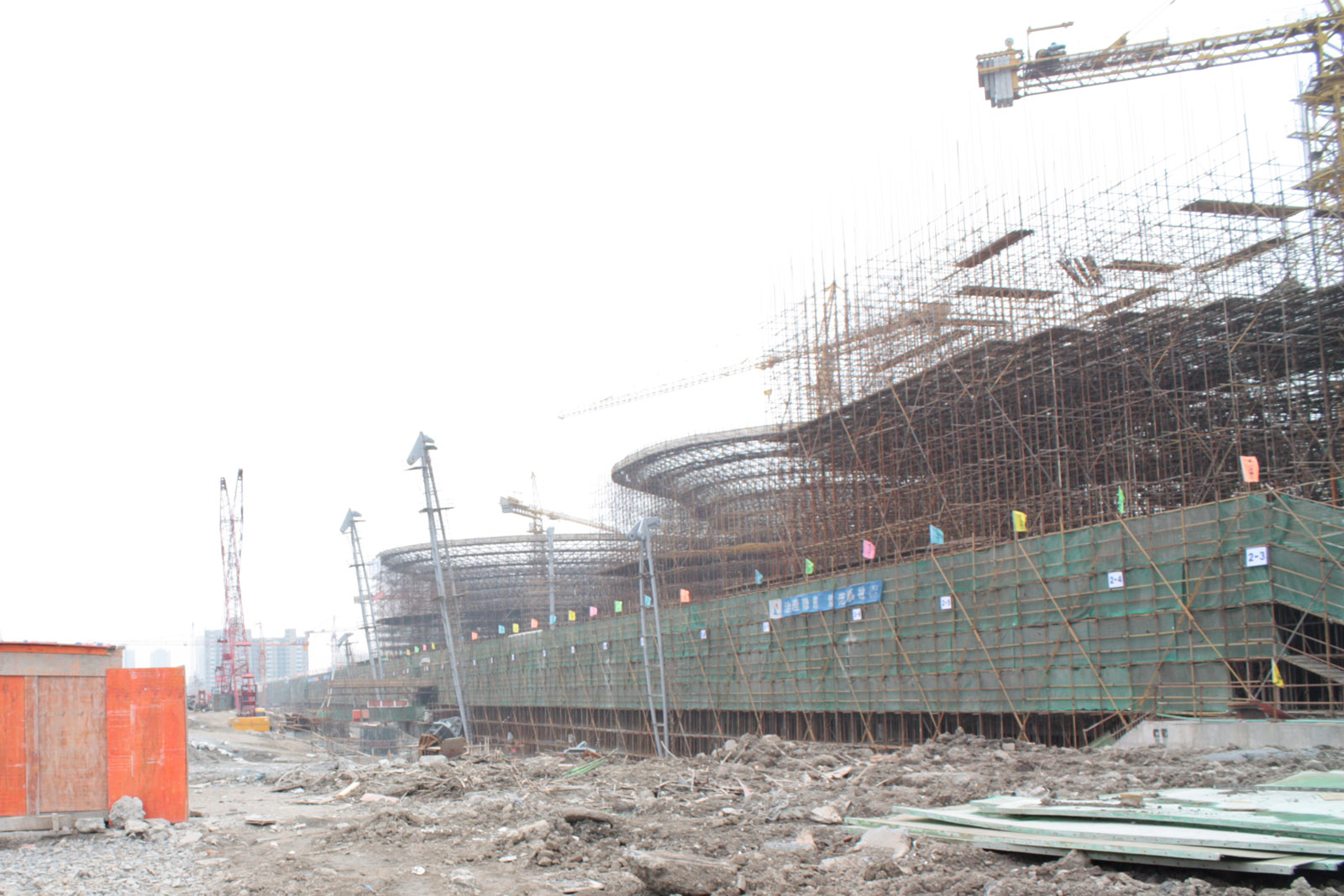
Bouwwerf Expo Axis Shanghai
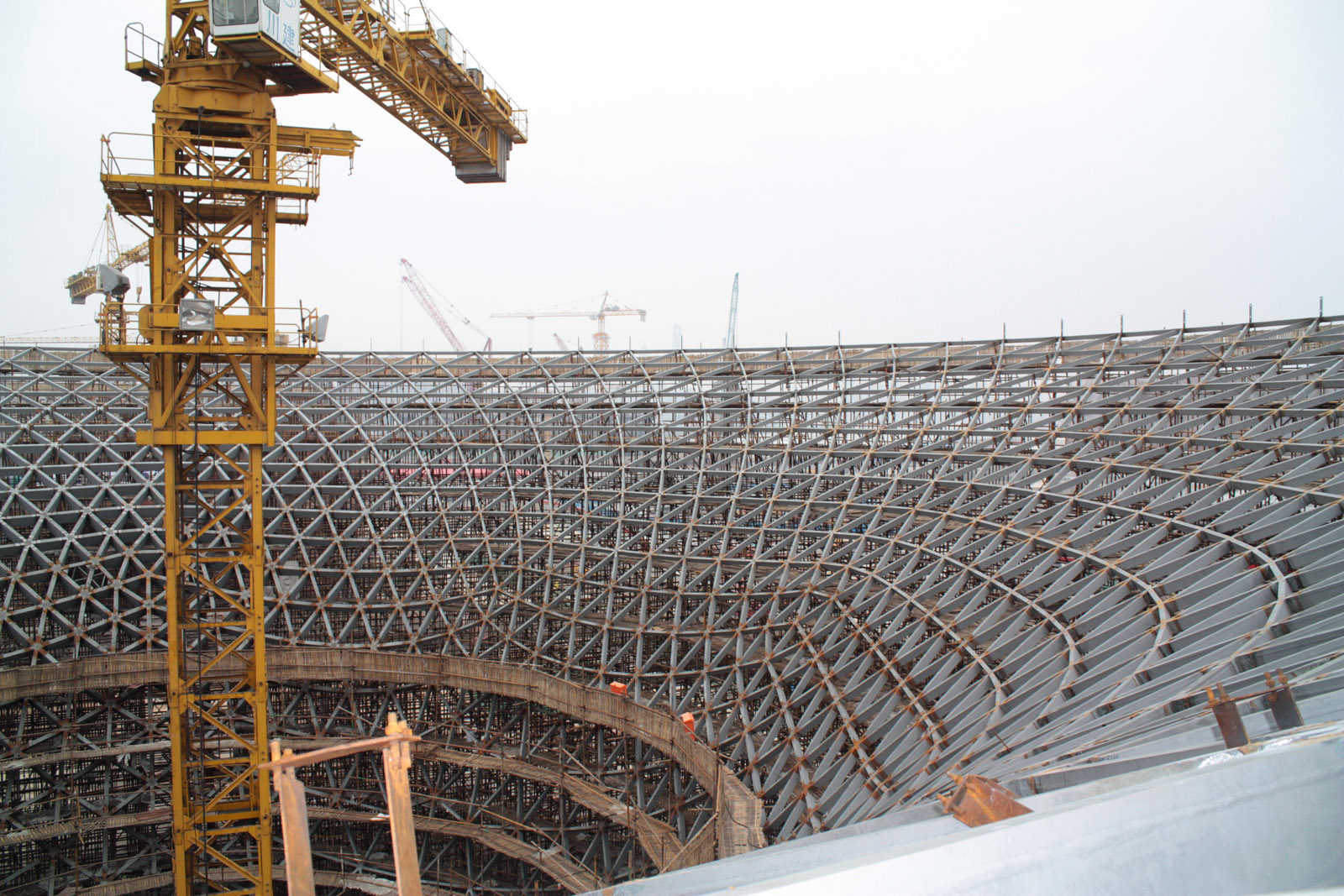
Bouwwerf Expo Axis Shanghai
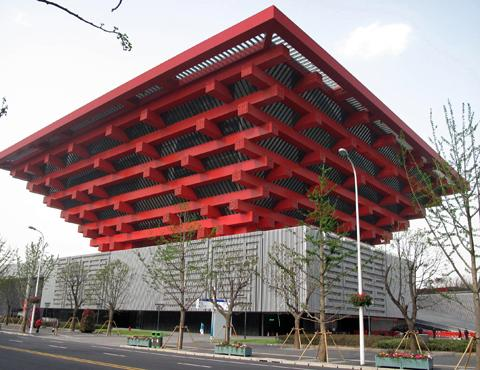
Het Chinese paviljoen